# 耶律乙不哥
耶律乙不哥（？—？），字习捻，辽朝人。六院郎君褭古直之后。

## 个人经历
幼年好学，尤其善长于卜筮，不喜欢当官。曾为人选择葬地，说：“后三日，有牛乘人逐牛过者，即启土。”（三天后，有牛坐着人，轰着牛从这过 ，就动土。）到日子，果真有一人背着牛犊，牵着母牛而过。其人曰：“所谓‘牛乘人’者，此也 。”（这就是‘牛乘人’）就动土。葬后，吉凶全像耶律乙不哥所说的那样。又为丢鹰的人占卜说：“鹰在汝家东北三十里泺西榆上。”（鹰在你家东北三十里泺西榆树上）去那看，果真得到失物。当时占卜无不灵验。